# Forsvretens naturreservat
Forsvretens naturreservat är ett naturreservat i Uppsala kommun i Uppsala län.
Området är naturskyddat sedan 2016 och är 11 hektar stort. Reservatet består av barrskogen med inslag av lövträd. 